# San Joaquín Jaripeo
San Joaquín Jaripeo är en ort i Mexiko.   Den ligger i kommunen Zinapécuaro och delstaten Michoacán de Ocampo, i den södra delen av landet, 170 km väster om huvudstaden Mexico City. San Joaquín Jaripeo ligger 2 480 meter över havet och antalet invånare är 412.
Terrängen runt San Joaquín Jaripeo är huvudsakligen kuperad, men åt nordost är den platt. Runt San Joaquín Jaripeo är det ganska tätbefolkat, med 93 invånare per kvadratkilometer. Närmaste större samhälle är Acámbaro, 18,7 km norr om San Joaquín Jaripeo. I omgivningarna runt San Joaquín Jaripeo växer huvudsakligen savannskog.